# Boundaries Delimitation and Demarcation Commission
Die Boundaries Delimitation and Demarcation Commission (zu deutsch ungefähr (Gebiets-)Abgrenzungskommission) ist eine Behörde in Namibia, die für die geographischen Abgrenzungsentscheidungen zuständig ist. Sie hat ihren Sitz in Windhoek. Die unabhängige Einrichtung beschäftigt sich ausschließlich mit der Aufteilung Namibias in Hinblick auf Wahlkreise und Regionen und bestimmt die Grenzen dieser.
Auf Grundlage des Paragraph 103 der Verfassung Namibias kann die Kommission auf Wunsch des Präsidenten eingesetzt werden. Einzelheiten regeln der Local Councils Act, 1992 sowie der Local Authorities Amendment Act, 1997. Den Vorsitz hat ein hochrangiger Richter inne.
Die geographische Abgrenzung innerhalb Namibia basiert vor allem auf der Anzahl der Bevölkerung im wahlfähigen Alter. Daneben werden geographische Besonderheiten, Infrastruktur, natürliche Ressourcen sowie die Verteilung der vorhandenen Kommunalverwaltungen berücksichtigt.

## 5. Abgrenzungskommission
Die 5. Abgrenzungskommission wurde im März 2024 eingesetzt. Ihr gehören der pensionierte Richter Petrus Uneng, Gerhardt Gurirab, Penias Topnaar, Phanuel Kaapama sowie Prisca Anyolo an.
Im  Rahmen der durchgeführten Konsultationen wurden (Stand Juni 2024) u. a. die folgenden Vorschläge unterbreitet:
- Aufspaltung der Region Kavango-Ost in Kavango-Ost und Kavango-Zentral[4]
- Aufspaltung der Region Oshikoto[5]
- Aufspaltung der Region Ohangwena[6]
- Aufspaltung der Region Kunene
- Rückumbenennung der Region Sambesi in Caprivi[5]

Der Abschlussbericht der Kommission wurde am 21. Januar 2025 an Staatspräsident Mbumba übergeben. Demnach sollen zehn neue Wahlkreise geschaffen und die Grenzen von 61 Wahlkreisen angepasst werden.

## 4. Abgrenzungskommission
Die 4. Abgrenzungskommission wurde im Januar 2013 eingesetzt. Mit Ernennung als Vorsitzender durch Staatspräsident Hifikepunye Pohamba bekleidete Richter Alfred Siboleka, oberster Richter am namibischen High Court, dieses Amt. Weitere Mitglieder sind Zedekia Ngavirue (ehemaliger Vorsitzender des Bildungsrates) und der Generalstatistiker Namibias, John Steytler.
Die Kommission war angehalten bis Juni 2013 ihre Empfehlungen für Veränderungen auszuarbeiten. Die Dringlichkeit wurde von Präsident Pohamba hervorgehoben, da die Neuaufteilung von Wahlkreisen für die Wählerregistrierung, die alle 10 Jahre laut Wahlgesetz stattfinden muss, ausschlaggebend war. Diese wiederum war für die bevorstehenden Präsidentschaftswahl und Parlamentswahl 2014 nötig.

### Vorschläge an die Kommission
Vorschläge die von den Regional- und Lokalverwaltungen an die Kommission herangetragen wurden, beinhalten die Aufteilung der Regionen Oshikoto und Kavango in jeweils zwei Regionen, sowie die Aufteilung von Wahlkreisen, darunter der Wahlkreis Mpungu. Zudem wurde von der ethnischen Gruppe der Ondonga eine Region mit gleichen Namen zwischen den Regionen Ohangwena, Oshana und Kavango vorgeschlagen. Der Vorschlag trat aufgrund von Tribalismus auf großen Widerstand. Außerdem wurde die Teilung der Region Hardap in zwei Regionen mit Namen Hardap und Oanob sowie die Verschiebung der Nordgrenze der Region vorgeschlagen.

### Wichtige Entscheidungen
Der Präsident von Namibia, Pohamba, hat am 8. August 2013 die Ergebnisse der vierten Kommission bekannt gegeben. Als wichtigste Entscheidungen gelten die Schaffung einer neuen Region durch Teilung der Region Kavango in die Regionen Kavango-Ost und Kavango-West sowie die Umbenennung der Region Caprivi in Sambesi. Zudem wurden 14 weitere Wahlkreise geschaffen, so dass die Zahl der Wahlkreise 121 beträgt.

## 3. Abgrenzungskommission
Die 3. Abgrenzungskommission in Namibia wurde 2002 eingesetzt. Vorsitzender wurde Richter Peter Shivute. Weitere Mitglieder waren Inge Murangi und P.S. Kauluma.

### Wichtige Entscheidungen
Wichtigste Entscheidungen der dritten Kommission waren, dass die Anzahl der Wahlkreise von 102 auf 107 erhöht wurde.

## 2. Abgrenzungskommission
Die 2. Abgrenzungskommission wurde 1998 eingesetzt. Vorsitzender war Richter Karuaihe. Lazarus Hangula und  Samuel K. Mambo waren weitere Mitglieder der Kommission.

### Wichtige Entscheidungen
Die 2. Abgrenzungskommission entschied, dass einige Grenzverläufe von Regionen und Wahlkreisen verändert werden. Zudem wurde die Region „Okavango“ in „Kavango“ umbenannt. Die Anzahl der Wahlkreise in Namibia wurde von 95 auf 102 erhöht.

## 1. Abgrenzungskommission
Die 1. Abgrenzungskommission in der Geschichte Namibias wurde 1990 eingesetzt. Ihr stand Richter G.J.C. Strydom vor. Weitere Mitglieder waren Martin Shipanga und Gerhard Tötemeyer.

### Wichtige Entscheidungen
Die 1. Abgrenzungskommission entschied, dass Namibia in 13 Regionen untergliedert werden soll. Diese entstehen aus den bis dahin gültigen 26 Distrikten. Diese Entscheidungen wurden im Regional Councils Act von 1992 bekannt gemacht.